# Tupolev ANT-1
Tupolev ANT-1 a fost primul avion al Biroului de Proiectare Tupolev, proiectat de Andrei Tupolev și a fost construit din lucrul său cu sănii aeriene și bărci. Ca avion experimental, a fost construit pentru a examina ideile lui Tupolev și pentru a ajuta Uniunea Sovietică să înțeleagă mai bine utilizarea metalului în construcția avioanelor. 

## Proiectare și dezvoltare
Avionul ANT-1 a fost primul avion al lui Tupolev construit din metal, lemn și aluminiu. Aluminiul a fost folosit în partițiile și coastele de aripă, în cozile de avion verticale și orizontale și în alte părți mai mici. Celelalte părți transportatoare de greutate au fost construite din lemn, cu material din pânză care acoperea fuzelajul și aripile.